# カーティス・ウィリアム・ター
カーティス・ウィリアム・ター（Curtis William Tarr, 1924年9月18日 - 2013年6月21日）は、アメリカ合衆国の教育者。コーネル大学ジョンソン経営学大学院第7代大学院長、ローレンス大学第12代学長を歴任。

## 生い立ち
スタンフォード大学で学士号を取得、ハーバード大学で経営学修士号を取得。スタンフォード大学でアメリカ史の博士号を取得。
第二次世界大戦期はアメリカ陸軍に所属。スタンフォード大学で人文学部の講師および学部長補佐として教職を開始。1960年に共和党候補としてカリフォルニア州第2選挙区から連邦下院議員に立候補したが敗北。
1963年から1969年までローレンス大学学長。ミルウォーキー＝ダウナー大学との合併を交渉し、また700万ドルの寄付金を2000万ドルまで増大させた。1968年にローレンス大学コミュニティ評議会を創設。ローレンス大学での学長任期末にはベトナムとの緊張関係に関して交渉に関与。1969年から連邦政府で活動し、空軍次官補（人的資源・予備役担当）、選抜徴兵局長、国務副次官（管理担当）代行、国務次官（安全保障援助担当）を歴任。
連邦政府での活動後、ターは1984年まで農機具メーカーのディーア&カンパニーで副社長（経営開発担当）を務め、以降はD・A・トマスの後を継いでジョンソン経営学大学院大学院長を務めた。
著書に Private Soldier: Life in the Army from 1943-1946 がある。また Air University Review など、専門誌に多数の記事を寄稿。
2013年、88歳で死去。